# (35269) 1996 QC1
1996 QC1 (asteroide 35269) é um asteroide da cintura principal. Possui uma excentricidade de 0.13472280 e uma inclinação de 5.98074º.
Este asteroide foi descoberto no dia 21 de agosto de 1996 por Klet em Kleť.